# Boloria carpathomeridionalis
Boloria carpathomeridionalis är en fjärilsart som beskrevs av Crosson du Cormier och Popescu-gorj 1963. Boloria carpathomeridionalis ingår i släktet Boloria och familjen praktfjärilar. Inga underarter finns listade i Catalogue of Life.